# Dirty Dancing (colonna sonora)
Dirty Dancing - Balli Proibiti è la celebre colonna sonora tratta dall'omonimo film diretto da Emile Ardolino nel 1987. Il brano "(I've Had) The Time of My Life" si è aggiudicato l'Oscar per la migliore canzone nel 1988.
La colonna sonora del film ha avuto inizialmente due pubblicazioni:
- 1987 - Dirty Dancing - Original Soundtrack From The Vestron Motion Picture

1. (I've Had) The Time of My Life - Love Theme performed by Bill Medley and Jennifer Warnes 4:47
2. Be My Baby – The Ronettes 2:37
3. She's Like the Wind – Patrick Swayze 3:51
4. Hungry Eyes – Eric Carmen 4:06
5. Stay – Maurice Williams and the Zodiacs 1:34
6. Yes - Merry Clayton 3:15
7. You Don't Own Me - The Blow Monkeys 3:00
8. Hey! Baby - Bruce Channel 2:21
9. Overload - Zappacosta 3:39
10. Love Is Strange - Mickey And Sylvia 2:52
11. Where Are You Tonight? – Tom Johnston 3:59
12. In the Still of the Night – The Five Satins 3:03

- 1988 - More Dirty Dancing - More Original Music From The Hit Motion Picture "Dirty Dancing" con ulteriori tracce:

1. (I've Had) The Time of My Life - The John Morris Orchestra 0:37
2. Big Girls Don't Cry - Frankie Valli & The Four Seasons 2:25
3. Merengue - Michael Lloyd & Le Disc 2:16
4. Some Kind Of Wonderful - The Drifters 2:33
5. Johnny's Mambo - Michael Lloyd & Le Disc 3:02
6. Do You Love Me - The Contours 2:49
7. Love Man - Otis Redding 2:14
8. Wipeout - The Surfaris 2:12
9. These Arms Of Mine - Otis Redding 2:26
10. De Todo Un Poco - Michael Lloyd & Le Disc 2:27
11. Cry to Me - Solomon Burke 2:23
12. Trot The Fox - Michael Lloyd & Le Disc 2:04
13. Will You Love Me Tomorrow - The Shirelles 2:39
14. Kellerman's Anthem - The Emile Bergstein Chorale 3:17
15. (I've Had) The Time of My Life - The John Morris Orchestra 0:55